# Turbotrein
Een turbotrein is een trein die een gasturbine als voortstuwing gebruikt. De gunstige verhouding tussen vermogen en gewicht van de turbine zou dit type treinen geschikt maken voor hoge snelheden op niet-geëlektrificeerde trajecten (waardoor de kosten van elektrificatie vermeden konden worden) maar de hoge brandstofprijzen (vooral na de oliecrises van 1973 en 1979) en diverse technische problemen (waaronder het geluidsniveau, de opgewekte hitte en een aantal "kinderziektes") leidden ertoe dat dergelijke treinen niet op grote schaal zijn gebruikt. Het brandstofverbruik lag op circa het dubbele van vergelijkbare dieseltreinstellen.

## Frankrijk
In 1967 verbouwden de Franse spoorwegen een bestaand dieseltreinstel: een van de dieselmotoren werd vervangen door een gasturbine: een omgebouwde helikoptermotor. Aan beide zijden werd een aerodynamische neus geplaatst. Hiermee werd een snelheid van 240 km/h bereikt.

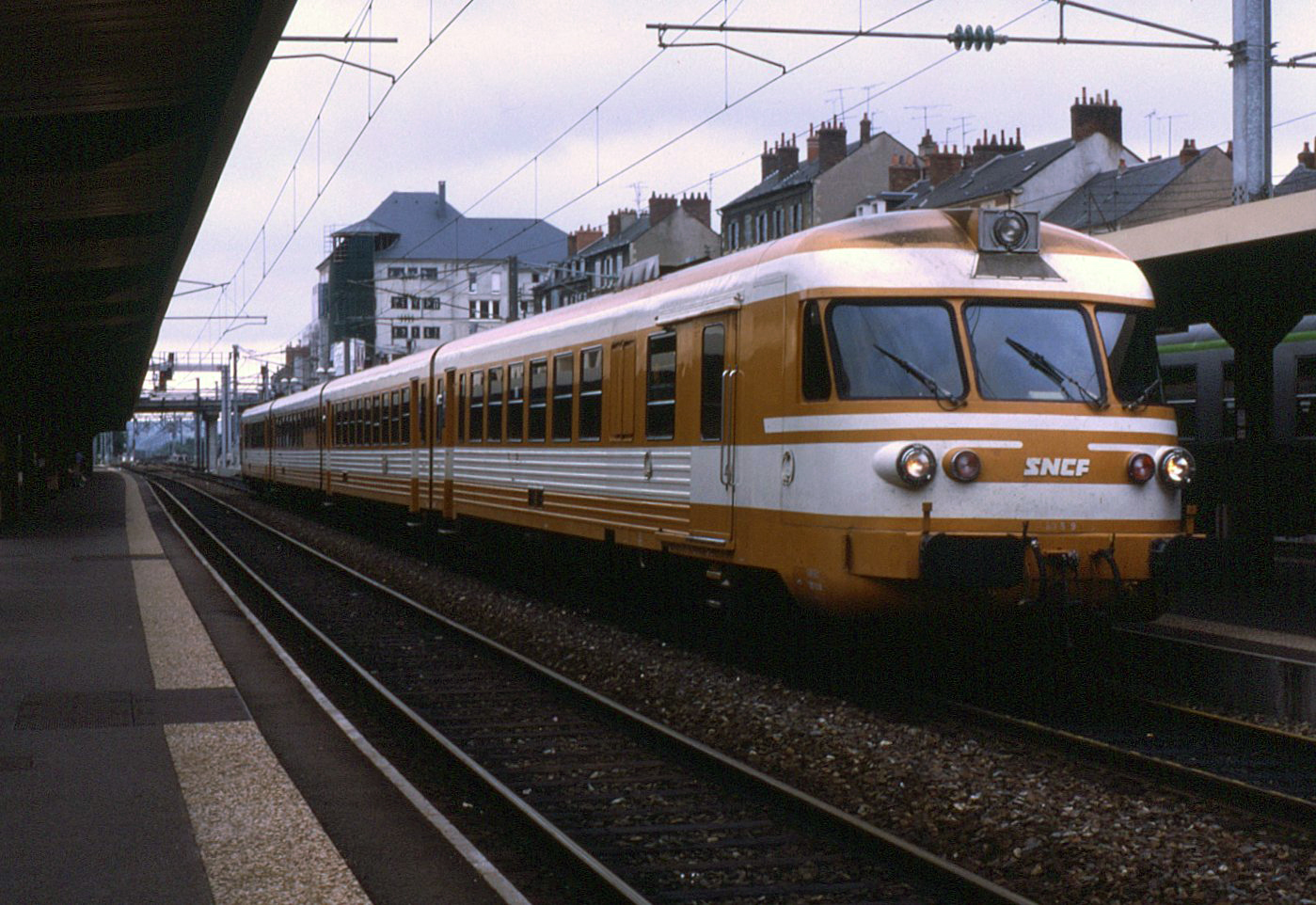
ETG in Nevers, 1989
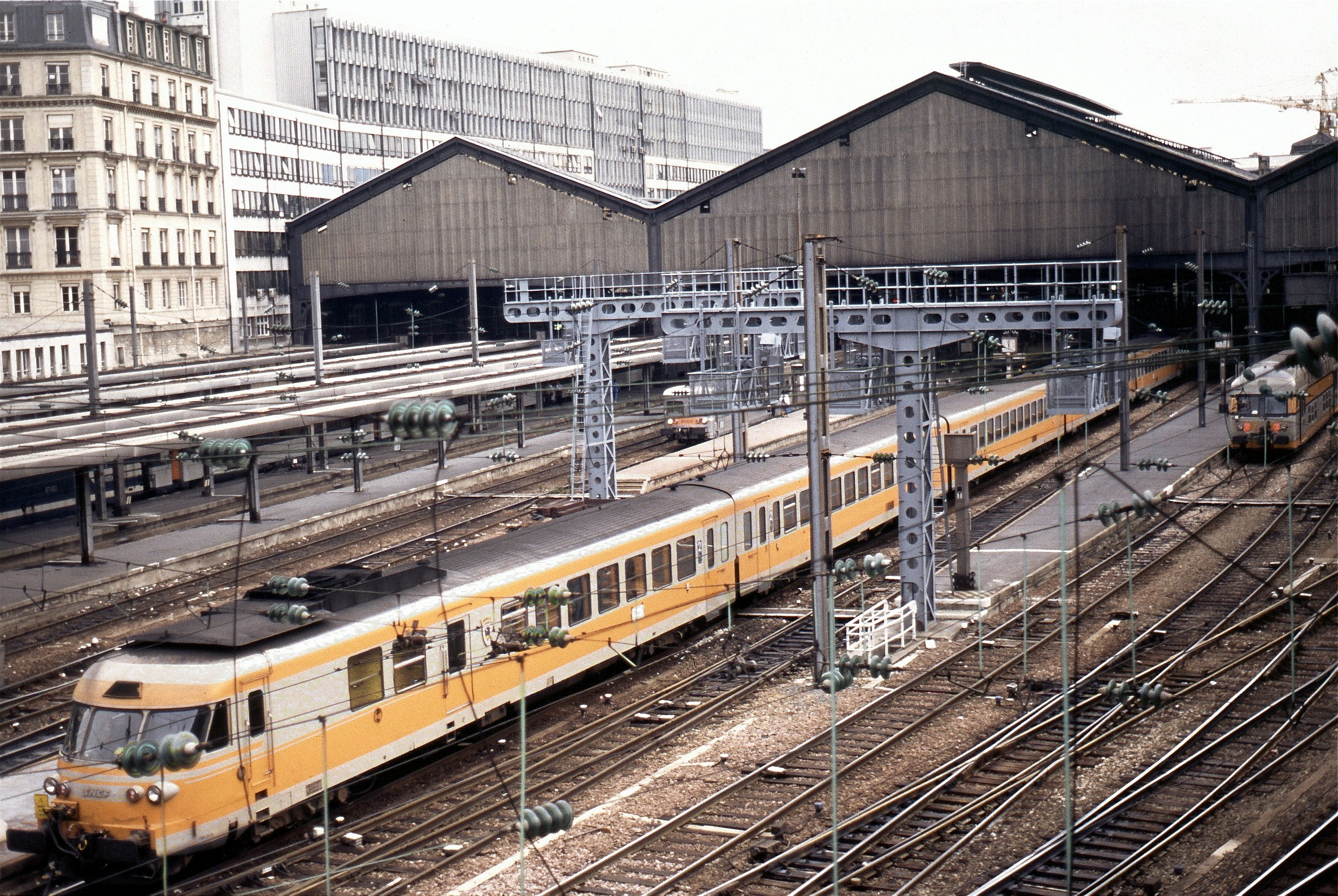
RTG in Parijs Saint-Lazare, 1994
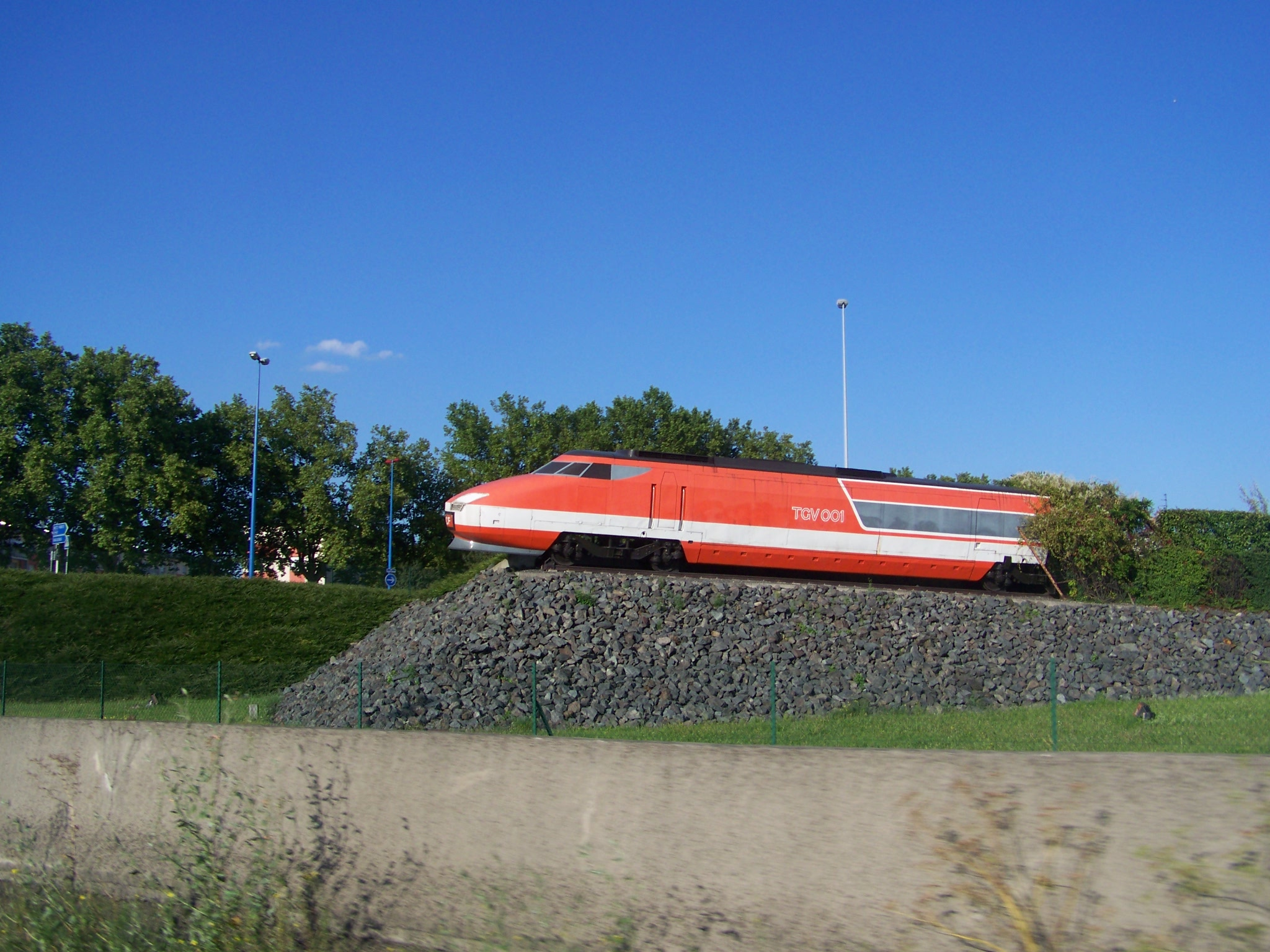
Kop van TGV 001 in Bischheim

Met behulp van de hiermee opgedane ervaringen werden 14 treinstellen gebouwd, aangeduid als Élément à turbine à gaz (afgekort tot ETG). De vierdelige treinstellen hadden in het ene koprijtuig een gasturbine met een vermogen van 857 kW (eveneens afgeleid van een helikoptermotor), en in het andere een dieselmotor met een vermogen van 336 kW, die gebruikt werd bij het aanzetten en bij langzaam rijden. Vanaf 1971 werden deze treinstellen ingezet op het traject Parijs-Cherbourg, waar ze bij de reizigers zeer gewild waren. De reisduur werd met 20% teruggebracht.
De goede ervaringen met de ETG leidden tot de ontwikkeling van het grotere type Rame à turbine à gaz (RTG), met drie tussenrijtuigen en daarmee een grotere capaciteit. Hier waren twee turbines geïnstalleerd; er was geen dieselmotor. Deze treinstellen kwamen vanaf de zomer van 1973 in dienst. De sterk gestegen brandstofkosten leidden vanaf het eind van de jaren '70 tot elektrificatie van een aantal door deze treinstellen bediende lijnen. De ETG's en RTG's werden geleidelijk op "mindere" lijnen ingezet.
Het prototype van de TGV, aangeduid als TGV 001, was eveneens aangedreven door een gasturbine. Hiermee werd op 8 december 1972 een snelheidsrecord van 318 km/h gevestigd voor niet-elektrisch spoorwegmaterieel. Het treinstel bestond uit twee locomotieven en drie tussenrijtuigen. Met dit treinstel werden ervaringen opgedaan voor de latere TGV's, die echter elektrisch werden aangedreven.

## West-Duitsland

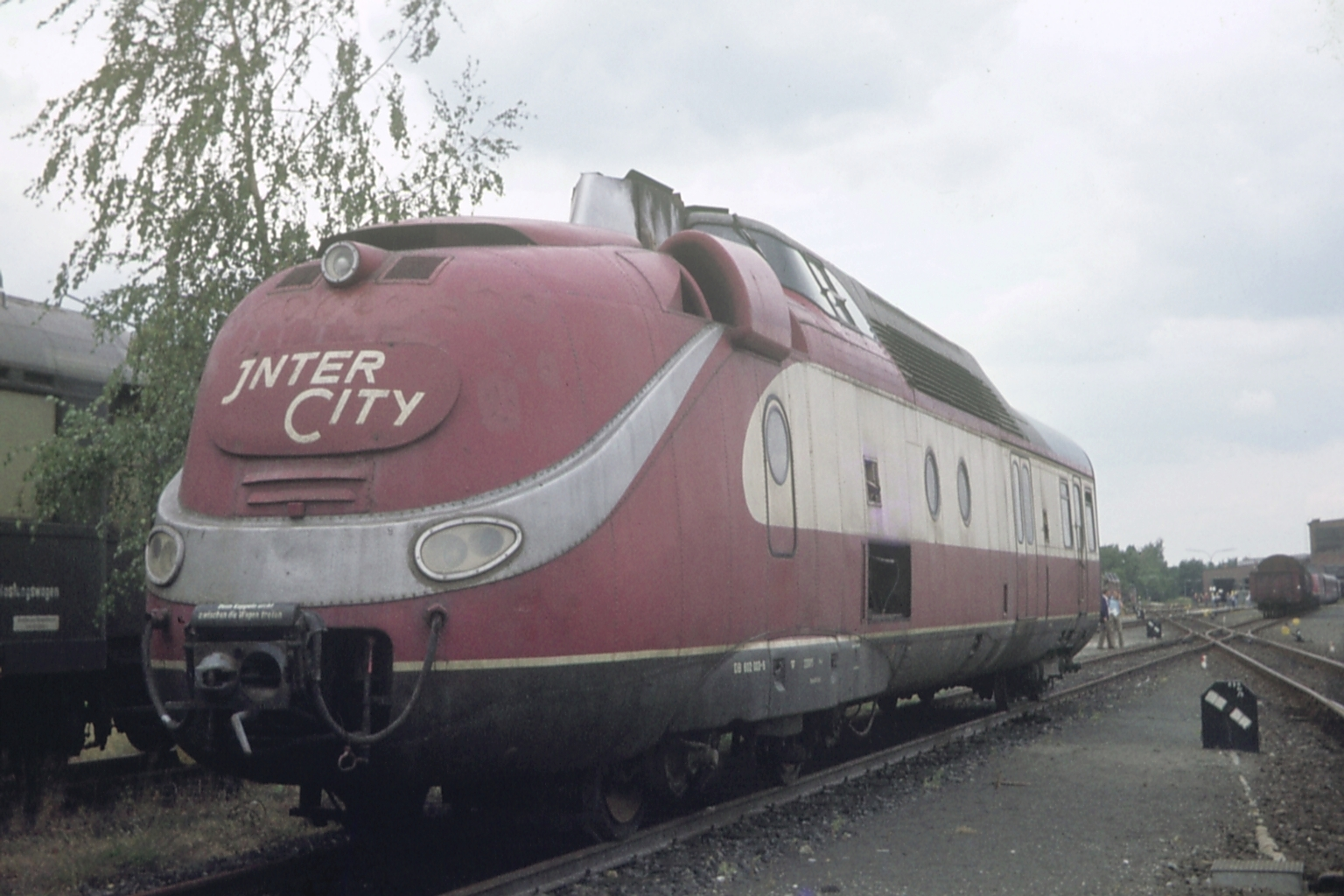
BR 602 in 1984

Twee treinstellen van de Baureihe 601 werden voorzien van gasturbines, afgeleid van de motoren van de Boeing CH-47 Chinook-helikopter. Deze treinstellen, aangeduid als Baureihe 602, waren van 1974 tot 1978 in dienst, doch kampten regelmatig met technische problemen. Van verdere ontwikkeling werd afgezien.

## Verenigde Staten/Canada

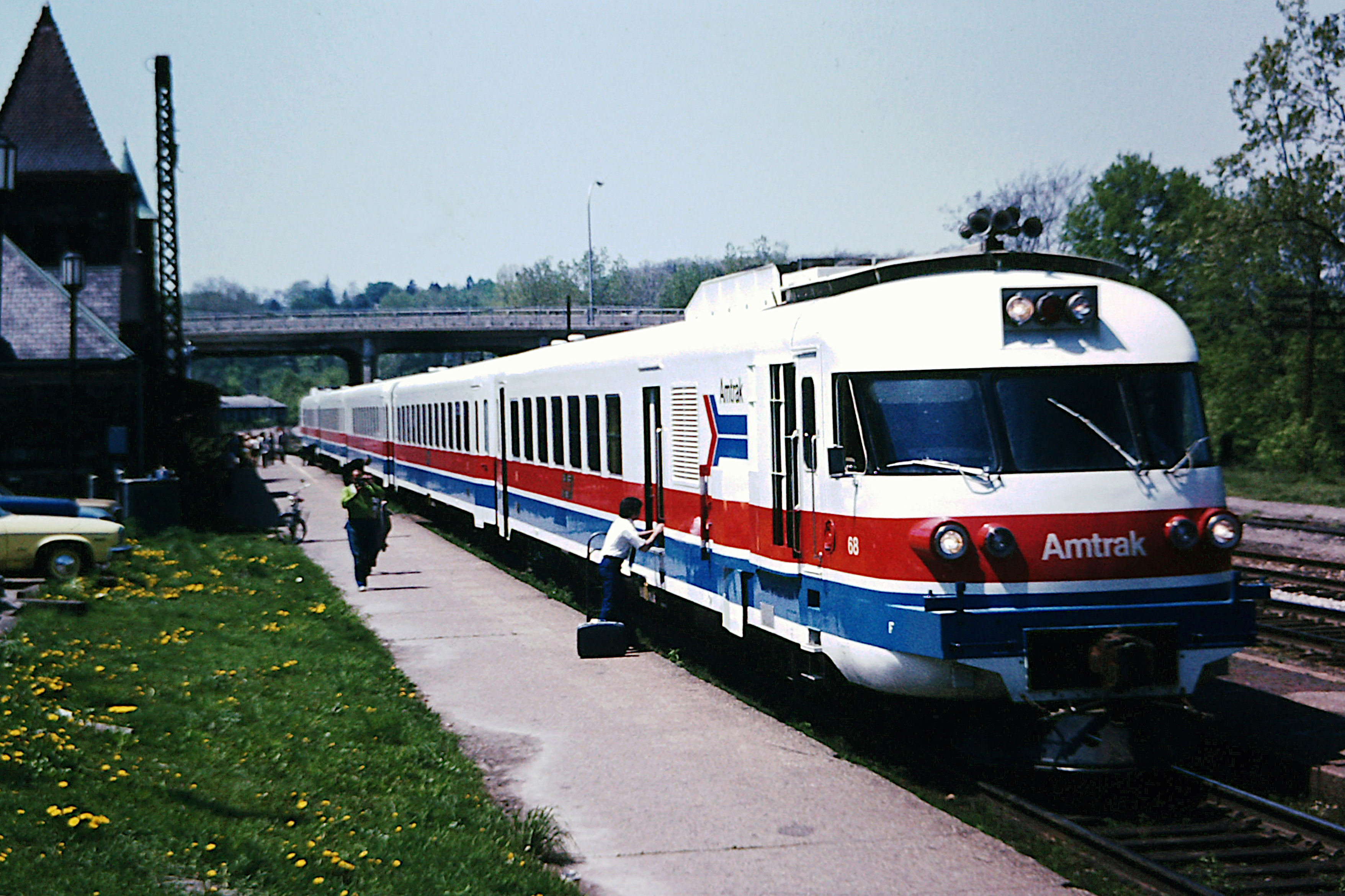
RTG Turboliner in Ann Arbor, Michigan
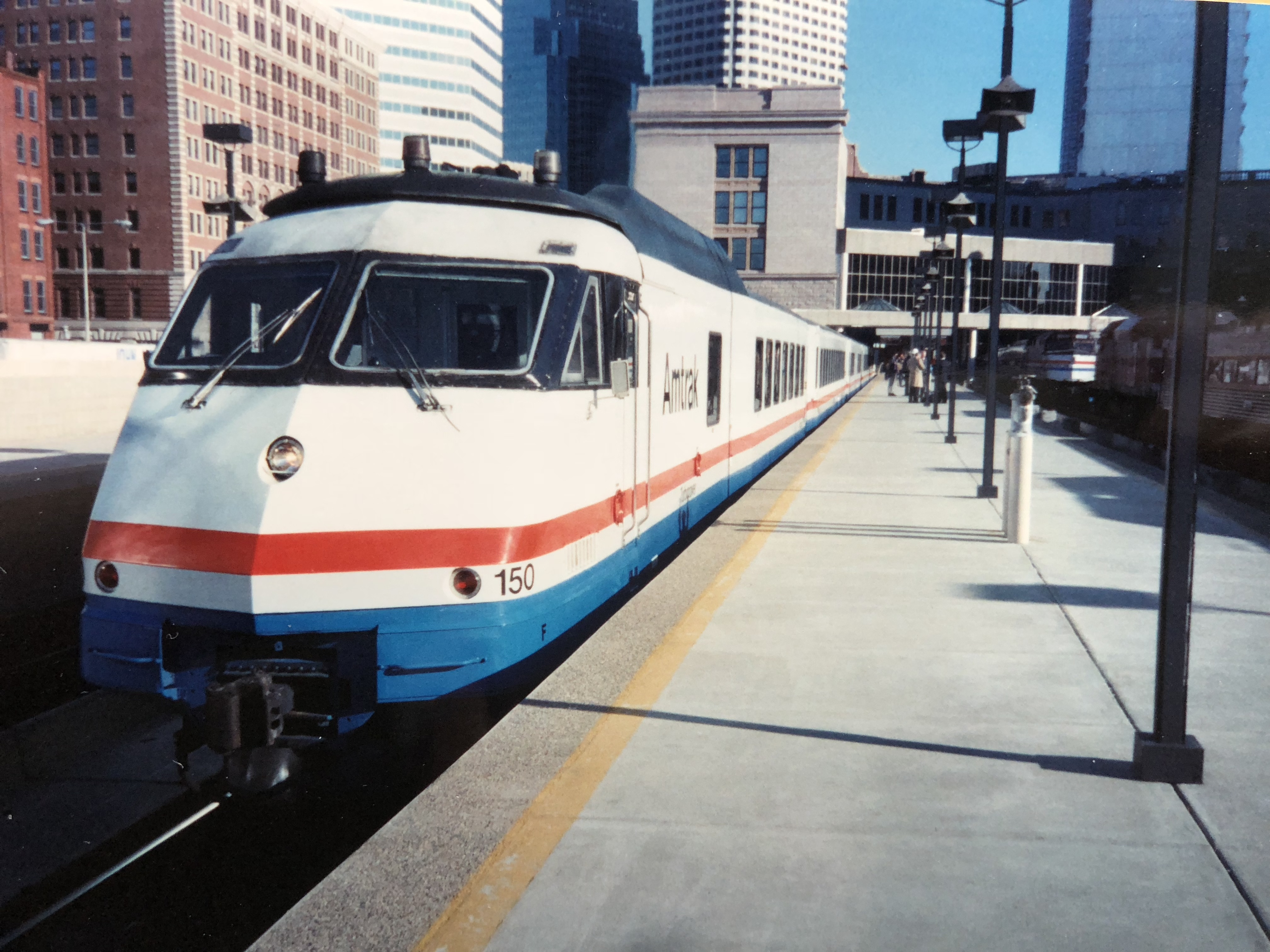
RTL Turboliner in Boston South Station

In opdracht van Amtrak werden in Frankrijk in 1973 tot 1975 zes treinstellen van het RTG-type gebouwd, die als RTG Turboliners werden aangeduid. In 1976 werden zeven licht afwijkende treinstellen in de VS onder licentie gebouwd, die als RTL Turboliners bekend stonden. De betrouwbaarheid (van beide typen) bleek goed, maar de bedrijfskosten waren hoog. Ook de geringe flexibiliteit ten opzichte van getrokken treinen bleek een bezwaar.

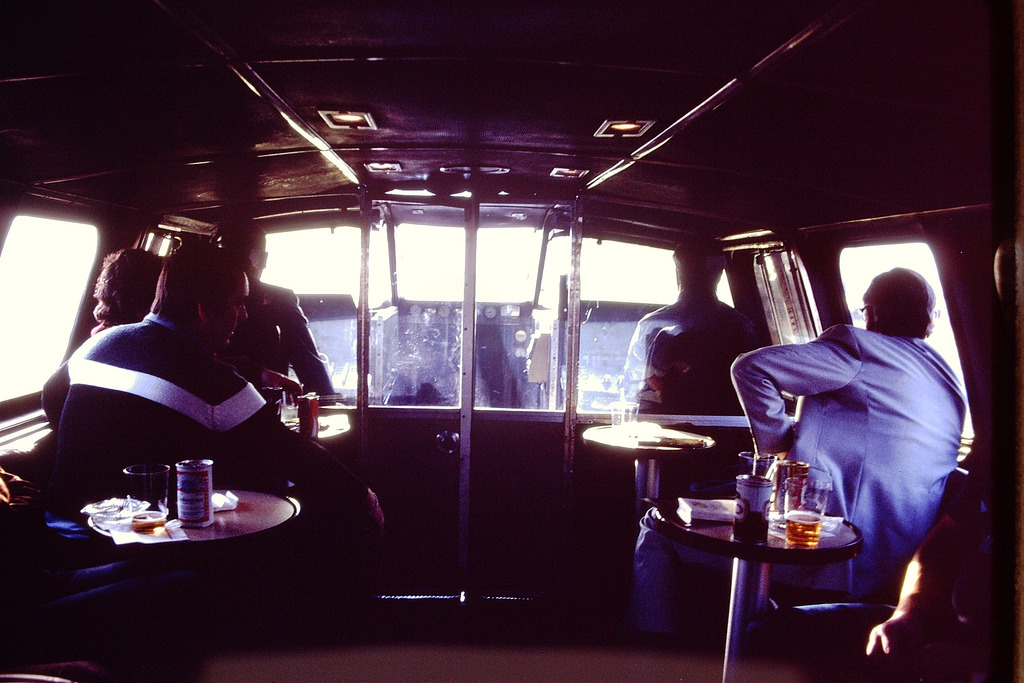
Bovendek van UAC Turbo Train in dienst van CN
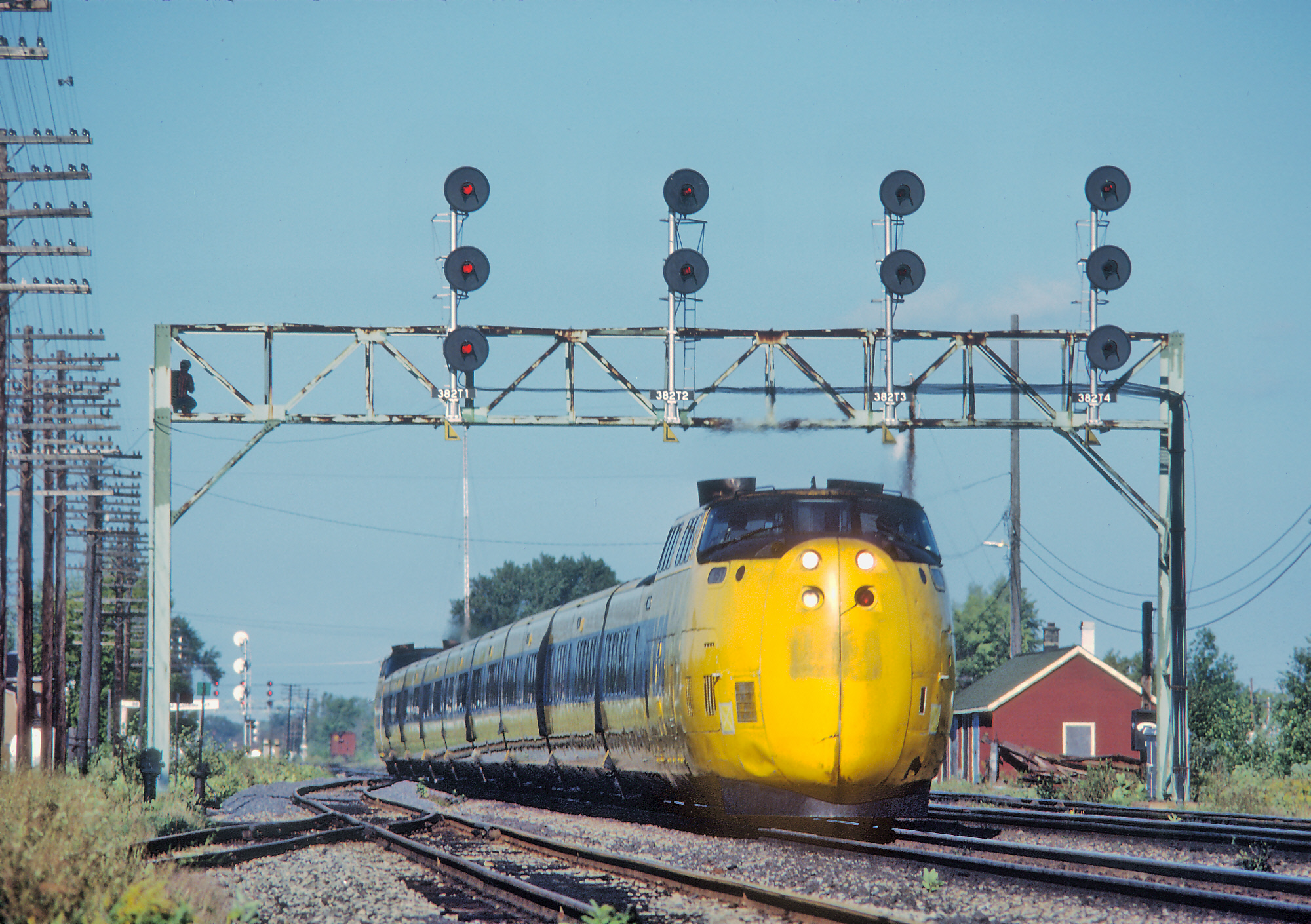
UAC Turbo Train in dienst van VIA Rail

In het midden van de jaren '60 ontwikkelde United Aircraft, tot dan toe actief in de luchtvaartindustrie, een door gasturbines aangedreven treinstel, bekend als UAC Turbo Train. Dit type werd tussen 1969 en 1976 in de VS en tussen 1968 en 1982 in Canada gebruikt, in diverse configuraties (met drie tot zeven tussenrijtuigen). Een bijzonderheid was de "dome car": de bescheiden omvang van de gasturbines bood ruimte voor een "bovendek" voor passagiers. Door het grote aantal onbewaakte overwegen kon de beoogde maximumsnelheid (120 mijl per uur) niet gehaald worden. Ook bleken de treinstellen technisch complex te zijn: UAC bleek zich te hebben verkeken op de eisen die in de dienstuitvoering aan spoorwegmaterieel werden gesteld. Eerst in 1974 waren de technische problemen voldoende overwonnen, maar de ooit beoogde versnelling van de dienstregeling werd niet bereikt. Ook hier betekende de stijging van de olieprijzen het einde van dit treintype.